# شهرستان مورگان (ایندیانا)
شهرستان مورگان، ایندیانا (به انگلیسی: Morgan County, Indiana) شهرستانی در ایالات متحده آمریکا است که در ایندیانا واقع شده‌است.